# Tropiderini
Tropiderini es una tribu de coleópteros polífagos de la familia Anthribidae. Contiene los siguientes géneros:

## Géneros
- Acorynus Schoenherr, 1833
- Afrocedus Jordan, 1894
- Agonotropis Egorov, 1988
- Androceras Jordan, 1928
- Atoporhis Jordan, 1933
- Basarukinia Egorov, 1996
- Bothrus Wolfruni, 1956
- Cedocus Jordan, 1911
- Cedus Pascoe, 1860
- Conauchenus Jordan, 1955
- Cornipila Jordan, 1895
- Echotropis Jordan, 1936
- Ecprepia Jordan, 1936
- Eurometopus Jordan, 1955
- Eurymycter LeConte, 1876
- Gnathoxena Alonso-Zarazaga & Lyal, 1999
- Gonotropis LeConte, 1876
- Homoeotropis Kolbe, 1895
- Lagopezus Dejean, 1834
- Lemuricedus Jordan, 1911
- Litocerus Schoenherr, 1833
- Mecocerina Jordan, 1895
- Mecocerinopis Zimmerman, 1994
- Mecotarsus Schoenherr, 1839
- Merarius Fairtnaire, 1889
- Mucronianus Jordan, 1894
- Nessiodocus Heller, 1925
- Notoecia Blackburn, 1900
- Phloeops Lacordaire, 1866
- Pseudocedus Fairmaire, 1901
- Saperdirhynchus Scudder, 1893
- Sphinctotropis Kolbe, 1895
- Stiraderes Scudder, 1893
- Tropideres Schönherr, 1826
- Xenopternis Jordan, 1936